# Gradi militari delle forze terrestri russe

Emblema delle Forze Armate della Federazione Russa

Emblema delle Forze terrestri della Federazione Russa

La Russia indipendente ha ereditato i gradi militari dell'Unione Sovietica, sebbene le insegne e le uniformi siano state lievemente modificate. La seguente è una tabella dei gradi militari delle Forze Armate della Federazione Russa.  La traduzione italiana è scritta per prima, seguita dalla versione in lingua russa, infine dalla traslitterazione.
La tabella seguente è basata su quelle della Federazione Russa. Sono stati eliminati i termini descrittivi "d'Aviazione" dopo il grado, anche se esso è ancora in uso. Il grado di un militare di un reparto, formazione o vascello della "Guardia" può essere seguito dalla parola "Guardie". Il grado di un cittadino delle professioni legali, mediche o veterinarie deve essere seguito dalle parole "di Giustizia", "del Servizio Medico" o "del servizio Veterinario" dopo i rispettivi gradi. Il grado di un cittadino della Riserva o in Congedo deve essere rispettivamente seguito dalle parole "Riserva" o "Congedato".
Il grado di Maresciallo della Federazione Russa, il più alto nelle Forze terrestri, non è attualmente conferito a nessuno. L'unico ufficiale a rivestire il grado è l'ex Ministro della Difesa Igor Sergeyev, che fu promosso da Generale d'Armata delle Forze missilistiche strategiche. Allo stato attuale, Maresciallo della Federazione Russa dovrebbe essere considerato un titolo onorifico, equivalente a quelli presenti in altri Paesi, creato in occasione di un grande conflitto o come risultato di un apprezzamento militare molto elevato, come nel caso del Maresciallo dell'Unione Sovietica.

## Scala gerarchica

### Ufficiali
| Categoria            | Grado                                                                                           | Uniforme da parata | Uniforme ordinaria | Uniforme campale | Corrispondente italiano          | equivalente NATO |
| -------------------- | ----------------------------------------------------------------------------------------------- | ------------------ | ------------------ | ---------------- | -------------------------------- | ---------------- |
| Ufficiali generali   | maresciallo della Federazione Russa (Ма́ршал Росси́йской Федера́ции) (Máršal Rossíjskoj Federácii) |                    |                    |                  | generale                         | OF-10            |
| Ufficiali generali   | generale d'armata (Генера́л а́рмии) (Generál ármii)                                               |                    |                    |                  | generale di corpo d'armata i. s. | OF-9             |
| Ufficiali generali   | colonnello generale (Генера́л-полко́вник) (Generál-polkóvnik)                                     |                    |                    |                  | generale di corpo d'armata       | OF-8             |
| Ufficiali generali   | tenente generale (Генера́л-лейтена́нт) (Generál-lejtenánt)                                        |                    |                    |                  | generale di divisione            | OF-7             |
| Ufficiali generali   | maggior generale (Генера́л-майо́р) (Generál-majór)                                                |                    |                    |                  | generale di brigata              | OF-6             |
| Ufficiali superiori  | colonnello (Полко́вник) (Polkóvnik)                                                              |                    |                    |                  | colonnello                       | OF-5             |
| Ufficiali superiori  | tenente colonnello (Подполко́вник) (Podpolkóvnik)                                                |                    |                    |                  | tenente colonnello               | OF-4             |
| Ufficiali superiori  | maggiore (Майо́р) (Majór)                                                                        |                    |                    |                  | maggiore                         | OF-3             |
| Ufficiali subalterni | capitano (Капита́н) (Kapitán)                                                                    |                    |                    |                  | capitano                         | OF-2             |
| Ufficiali subalterni | primo tenente (Ста́рший лейтена́нт) (Stáršij Lejtenánt)                                           |                    |                    |                  | nessun corrispettivo             | OF-1             |
| Ufficiali subalterni | tenente (Лейтена́нт) (Lejtenánt)                                                                 |                    |                    |                  | tenente                          | OF-1             |
| Ufficiali subalterni | sottotenente (Мла́дший лейтена́нт) (Mládšij lejtenant)                                            |                    |                    |                  | sottotenente                     | OF-1             |

### Sottufficiali e comuni
| Categoria     | Grado                                                     | Uniforme da parata | Uniforme ordinaria | Uniforme campale | Corrispondente italiano | equivalente NATO |
| ------------- | --------------------------------------------------------- | ------------------ | ------------------ | ---------------- | ----------------------- | ---------------- |
| Sottufficiali | alfiere maggiore (Ста́рший пра́порщик) (Staršij praporščik) |                    |                    |                  | maresciallo capo        | OR-9             |
| Sottufficiali | alfiere (Пра́порщик) (Praporščik)                          |                    |                    |                  | maresciallo ordinario   | OR-8             |
| Sergenti      | seniore (Старшина́) (Staršiná)                             |                    |                    |                  | sergente maggiore capo  | OR-7             |
| Sergenti      | sergente maggiore (Ста́рший сержа́нт) (Stáršij seržánt)     |                    |                    |                  | sergente maggiore       | OR-6             |
| Sergenti      | sergente (Сержа́нт) (Seržánt)                              |                    |                    |                  | sergente                | OR-5             |
| Sergenti      | sergente inferiore (Мла́дший сержа́нт) (Mládšij Seržánt)    |                    |                    |                  | caporal maggiore        | OR-4             |
| Truppa        | caporale (Ефре́йтор) (Efréjtor)                            |                    |                    |                  | caporale                | OR-3             |
| Truppa        | soldato (Рядово́й) (Rjadovój)                              |                    |                    |                  | soldato                 | OR-2             |